# Taurinhan eth Vielh
Taurinhan eth Vielh (en francès Taurignan-Vieux) és un municipi francès, situat a la regió d'Occitània, departament de l'Arieja.